# Quốc lộ 26B
Quốc lộ 26B là một tuyến quốc lộ nằm trong địa phận tỉnh Khánh Hòa.

## Thông tin
Quốc lộ 26B có chiều dài toàn tuyến là 26 km, bề rộng mặt đường là 7 mét, có 2 làn xe. Tuyến có điểm đầu tại quốc lộ 26 thị xã Ninh Hòa, điểm cuối tại cảng Huyndai Vinashin, thị xã Ninh Hoà.
Quốc lộ 26B nối từ Quốc lộ 1 thuộc phường Ninh Đa, Ninh Hòa và đến cuối của tuyến đường sẽ nhập với Đường tỉnh 625D thành Đường tỉnh 1B thuộc phường Ninh Thủy, Ninh Hòa.
Ngoài ra, tuyến này thuộc quyền quản lý của Tập đoàn Vinashin. Đây là một tuyến Quốc lộ quan trọng nối những Cảng biển ở khu bến Nam Vân Phong, các khu công nghiệp với Quốc lộ 1.
Tuyến Quốc lộ 26B đi qua những phường sau:
- Phường Ninh Đa (điểm đầu)
- Xã Ninh Thọ
- Phường Ninh Diêm
- Phường Ninh Thủy (điểm cuối)